# Obertura angular

Obertura focal d'una lent fina amb punt focal F i obertura de diàmetre D.

L'obertura angular d'una lent és l'angle aparent de l'obertura de la lent vist des del punt focal:
{\displaystyle a=2\arctan {\frac {D}{2f}}}
on {\displaystyle f} és la distància focal i {\displaystyle D} el diàmetre d'obertura.